# Benicull de Xúquer (kommun)
Benicull de Xúquer är en kommun i Spanien.   Den ligger i provinsen Província de València och regionen Valencia, i den östra delen av landet, 300 km öster om huvudstaden Madrid. Antalet invånare är 967. Arean är 3,6 kvadratkilometer. Benicull de Xúquer gränsar till Corbera, Polinyà de Xúquer och Alzira. 
Terrängen i Benicull de Xúquer är mycket platt.